# Freie Akademie der Künste in Hamburg

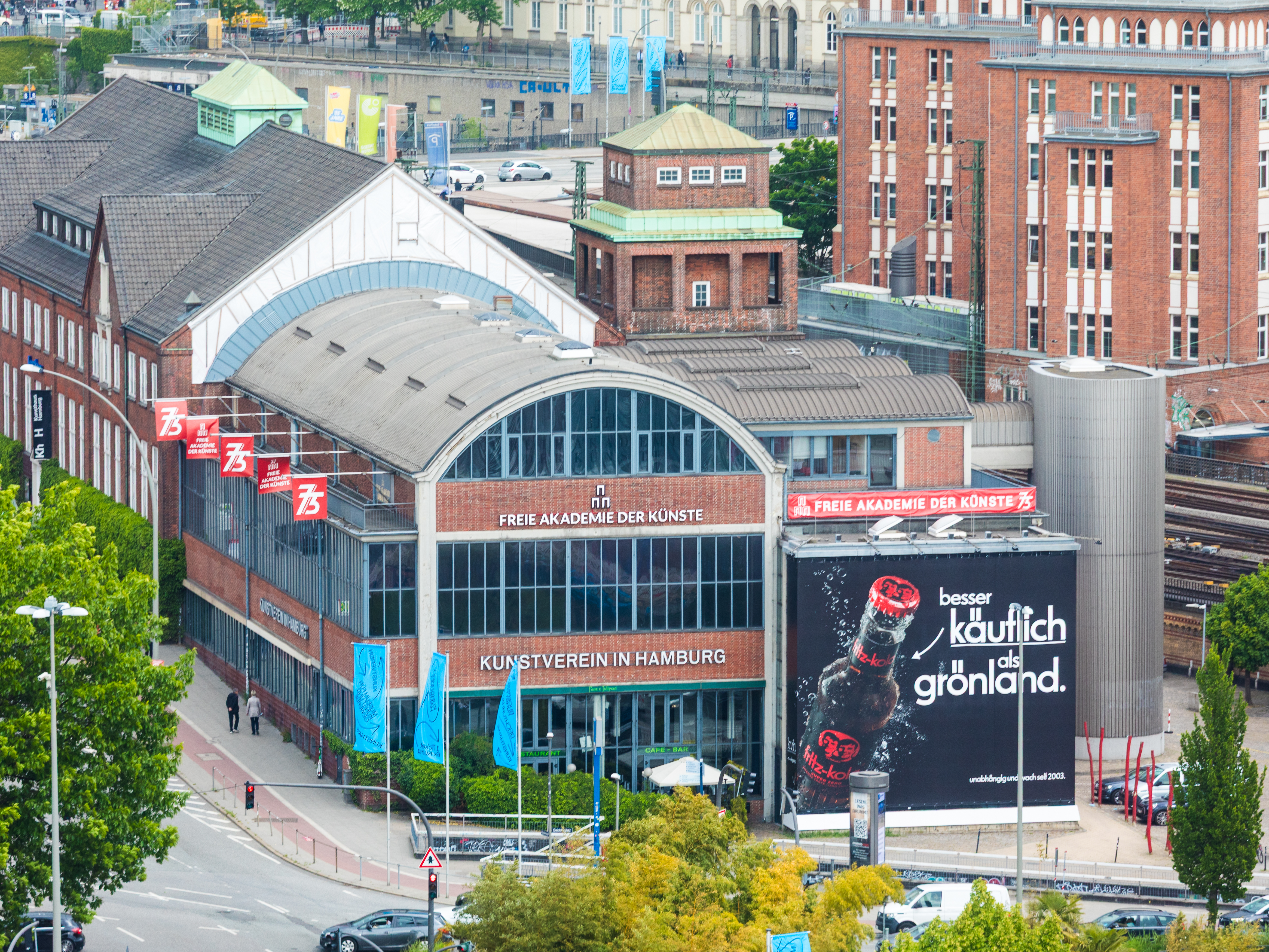
Freie Akadamie der Künste in der Markthalle Süd

Die Freie Akademie der Künste in Hamburg e. V. ist eine gemeinnützige Künstlervereinigung. Diese wurde 1950 gegründet und umfasst heute die Sektionen Baukunst, Bildende Kunst, Darstellende Kunst, Literatur, Medien und Musik. Als einzige der Akademien der Künste verfügt sie über die Gruppe der Fördernden Mitglieder. Ihr Präsident ist seit Juli 2024 der Intendant und Dramaturg Michael Propfe, Vizepräsident ist der Schauspieler Burghart Klaußner.
Anders als andere Akademien der Künste ist die Hamburger Freie Akademie der Künste nicht in der Landesverfassung verankert, keine Körperschaft des öffentlichen Rechts, sondern ein privat getragener eingetragener Verein.

## Aufgaben
Die Hauptaufgaben der Akademie sind – wie es in ihrer Satzung heißt –
- die Volksbildung auf dem Gebiet der Künste zu fördern,
- zu Fragen des geistigen und künstlerischen Lebens Stellung zu nehmen,
- öffentliche Wirksamkeit zu entfalten,
- Freiheit und Anspruch der Kunst gegenüber Staat und Gesellschaft zu vertreten.

Als Mittel hierzu dienen v. a.
- die Durchführung öffentlicher kultureller Veranstaltungen,
- die Herausgabe von Publikationen,
- die Formulierung kulturpolitischer Statements, Hinweise und Ratschläge.

Die Akademie ist aber ebenso ein Forum für den Austausch der Künstler untereinander und über die Grenzen der Disziplinen hinweg. Ihre Mitglieder sind Schriftsteller, Dichter, Komponisten, Musiker, Sänger, Maler, Bildhauer, Architekten, Schauspieler, Tänzer, Regisseure.
Sie – die Künstler – bestimmen die Konzeption und bestreiten wesentlich die Veranstaltungen der Akademie:
Ausstellungen, Konzerte, Diskussionsveranstaltungen, Vorträge, Werkstattgespräche, Lesungen.
Ein strenges Zuwahl-System sorgt für Qualität.
Die Akademie vergibt außerdem jährlich an Mitglieder der Akademie, „die sich durch ihr künstlerisches Wirken in außerordentlicher Weise ausgezeichnet haben“, eine undotierte Ehrenplakette, zu deren Empfängern Thomas Mann, Siegfried Lenz, Max Brod, Günter Grass, Christa Wolf, Uwe Timm, Hark Bohm und Ulla Hahn gehören.

## Geschichte
Erste Anstrengungen, nach dem Zweiten Weltkrieg in Hamburg eine Akademie der Künste zu etablieren, gehen auf das Jahr 1948 zurück. Als Gründungsdatum gilt jedoch das Jahr 1950, in dem der Verein ins Vereinsregister eingetragen wurde. Gewichtige Gründungsmitglieder waren u. a. Rolf Italiaander, Alfred Mahlau, Hans Erich Nossack und Gustav Oelsner. Als Initiator, Spiritus Rector und letztlich auch als Gründungspräsident (1950–1959) fungierte jedoch der Autor Hans Henny Jahnn. Weitere Präsidenten waren Werner Hebebrand (1960–1966), Wilhelm Maler (1967–1971), Godber Nissen (1972–1980), Armin Sandig (August 1980–Juli 2011), Ulrich Greiner (2011–2020) und Ullrich Schwarz (2020–2021).
Von 2021 bis 2024 war die Schriftstellerin Monique Schwitter Präsidentin der Akademie. Seit Juli 2024 hat der Dramaturg Michael Propfe das Amt inne.